# 比利亚尔塔-金塔纳
比利亚尔塔-金塔纳，是西班牙拉里奥哈自治区的一个市镇。总面积25平方公里，总人口198人（2001年），人口密度8人/平方公里。